# 柳原音楽祭
柳原音楽祭（やなぎはらおんがくさい）は、東京都足立区柳原で行われているクラシックコンサートである。
地元の商店街である柳原商栄会が主催し、毎年1回行われている。

## 概要
「普段着にサンダル履きで、気軽に行けるクラシックコンサート」を目指して、地元商店街の主催の下、小中学校の体育館を会場として開催されている。
出演実績には実力派オーケストラや有名指揮者が名を連ねており、クラシックコンサートの形態としては大変異色ではあるものの、質の高い音楽を聴くことができるため、地域住民の年に一度の楽しみとなっている。

## 歴史
| 回数   | 開催年月日 | 演奏                                     | 指揮        | 主な演目                                              | 会場                         |
| ------ | ---------- | ---------------------------------------- | ----------- | ----------------------------------------------------- | ---------------------------- |
| 第1回  | 1993.10.17 | 足立シティオーケストラ                   | 河原 哲也   | ハンガリアンダンス5番 眠れる森の美女ワルツ            | 足立区立柳原小学校体育館     |
| 第2回  | 1994.10.16 | 早稲田大学交響楽団                       | 曾我 大輔   | 交響詩 魔法使いの弟子 ロメオとジュリエット            | 足立区立柳原小学校体育館     |
| 第3回  | 1995.10.15 | 慶應義塾ワグネルソサイエティオーケストラ | 高関 健     | ドボルザーク交響曲第9番「新世界から」                 | 足立区立柳原小学校体育館     |
| 第4回  | 1996.11.27 | 東京外国語大学管弦楽団                   | 阿部 肇     | 天国と地獄序曲 ブラームス交響曲第1番ハ短調 作品68     | 足立区立柳原小学校体育館     |
| 第5回  | 1997.11.12 | 上智大学管弦楽団                         | 高関 健     | シベリウス 交響曲第2番 ニ長調作品43                   | 足立区立柳原小学校体育館     |
| 第6回  | 1998.10.18 | 東京学芸大学管弦楽団                     | 広井 隆     | オペラ ファウスト バレエ音楽 オペラ カルメン前奏曲    | 足立区立柳原小学校体育館     |
| 第7回  | 1999.11.7  | 足立シティオーケストラ                   | 汐澤 安彦   | 歌劇 フィガロの結婚序曲                               | 足立区立柳原小学校体育館     |
| 第8回  | 2000.11.5  | 東京芸大ヤマカズオーケストラ             | 山田 和樹   | ベートーヴェン 交響曲第5番「運命」ハ短調作品67        | 足立区立柳原小学校体育館     |
| 第9回  | 2001.11.4  | 東京芸大TOMATOフィルハーモニー管弦楽団   | 山田 和樹   | シューベルト 交響曲第8番未完成 ロ短調                 | 足立区立柳原小学校体育館     |
| 第10回 | 2002.11.3  | 東京外国語大学管弦楽団                   | 高関 健     | ドボルザーク 交響曲第8番ト短調                        | 足立区立千寿常東小学校体育館 |
| 第11回 | 2003.11.3  | 桐朋学園オーケストラ                     | 高関 健     | ベルリオーズ 幻想交響曲 作品14                        | 足立区立千寿常東小学校体育館 |
| 第12回 | 2004.10.31 | 足立シティオーケストラ                   | 浜津 清仁   | ベートーヴェン 交響曲第4番 作品60                     | 足立区立千寿常東小学校体育館 |
| 第13回 | 2005.11.3  | 東京藝術大学オーケストラ                 | 佐藤功太郎  | ビゼー アルルの女 第2組曲 ロッシーニ セビリアの理髪師 | 足立区立千寿常東小学校体育館 |
| 第14回 | 2006.12.9  | 上野学園大学管弦楽団                     | 下野 竜也   | メンデルスゾーン 交響曲第5番 宗教革命                 | 足立区立千寿桜堤中学校体育館 |
| 第15回 | 2007.11.18 | 足立シティオーケストラ                   | 田久保裕一  | ドボルザーク 交響曲第9番 新世界から                   | 足立区立千寿桜堤中学校体育館 |
| 第16回 | 2008.11.16 | 桐朋学園オーケストラ                     | 高関 健     | ドビュッシー「牧神の午後」への前奏曲                  | 足立区立千寿桜堤中学校体育館 |
| 第17回 | 2009.11.15 | 上野浅草フィルハーモニー管弦楽団         | 新井 久雄   | ハイドン 交響曲101番 時計                             | 足立区立千寿桜堤中学校体育館 |
| 第18回 | 2010.11.7  | 桐朋学園大学オーケストラ                 | 高関 健     | リヒャルト・シュトラウス 交響詩「英雄の生涯」作品40   | 足立区立千寿桜堤中学校体育館 |
| 第19回 | 2011.12.4  | 上野学園管弦楽団                         | 下野 竜也   | ヴェルディ 歌劇「運命の力」序曲                       | 足立区立千寿桜堤中学校体育館 |
| 第20回 | 2012.12.2  | 東京音楽大学シンフォニーオーケストラ     | 高関 健     | マーラー 交響曲第１番                                 | 足立区立千寿桜堤中学校体育館 |
| 第21回 | 2013.11.30 | 桐朋学園オーケストラ                     | 高関 健     | ストラヴィンスキー 「春の祭典」                       | 足立区立千寿桜堤中学校体育館 |
| 第22回 | 2014.10.5  | 足立シティオーケストラ                   | 汐澤 安彦   | ビゼー 「アルルの女」第2組曲                          | 足立区立千寿桜堤中学校体育館 |
| 第23回 | 2015.10.11 | 新交響楽団                               | 寺岡 清高   | フランツ・シュミット 交響曲第4番 ハ長調               | 足立区立千寿桜堤中学校体育館 |
| 第24回 | 2016.10.2  | 明治大学交響楽団                         | 谷 蒼一郎   | チャイコフスキー 交響曲第６番 ロ短調 作品７４「悲愴」 | 足立区立千寿桜堤中学校体育館 |
| 第25回 | 2017.11.19 | 柳原祝祭管弦楽団                         | 澤村 杏太朗 | ベートーヴェン 交響曲第9番 ニ短調 作品125             | 足立区立千寿桜堤中学校体育館 |

## 特徴
学校の体育館で開催されるため、オーケストラおよび指揮者と客席が非常に近接しているため、コンサートホール等とは全く異なる音響を感じることができる。
また地域住民や子供たちのために、指揮者自ら曲目紹介や楽器の紹介を行うこともあり、クラシック初心者にも好評である。
また、平成25年度に実施された第9回東京商店街グランプリ（東京都産業労働局主催）では、第20回柳原音楽祭が優秀賞を受賞した。商店会員が31店舗の小規模商店街でありながら、平成24年度まで20回連続して質の高い音楽祭を開催している点、音楽祭を通じ、地域関係者を巻き込み、「柳原」で暮らす人々の連帯意識を高めている点などが評価ポイントとして挙げられている。　